# Barkan
Barkan (héberül: ברקן) izraeli település Ciszjordánia északi részén, körülbelül 8 km-re nyugatra a palesztin Salfit várostól, a Somron Regionális Tanács közigazgatási önkormányzata alatt. 2021-ben lakossága 2005 volt. A közvélemény illegálisnak tekinti a Ciszjordániában lévő izraeli telepeket a nemzetközi jog szerint, de az izraeli kormány vitatja ezt.

## Történelme
1981 júniusában két mozgalom, a Berut és a Herat alapította. A Barkan egy településlánc része, amely a Transz-Szamaria autópálya mentén épült, és a Barkan Ipari Park szomszédságában áll. Az 1982-ben alapított parkban 120 vállalkozás és gyár működik, amelyek műanyagot, élelmiszert, textilt és egyebeket gyártanak. Továbbá fémmegmunkálással is foglalkoznak ott. Az 5000 dolgozó 90%-a palesztinai arab.
A "Barkan" a szír bogáncs héber nevéből származik. A város eredeti neve Beit Abba volt, Abba Ahimeirről, Lehi vezetőjéről.

## Régészet
A településtől keletre található régészeti lelőhely egy izraelita település maradványait tartalmazza az első és a második szentély idejéről.

## Fordítás
Ez a szócikk részben vagy egészben  a   Barkan című angol Wikipédia-szócikk ezen változatának fordításán alapul.  Az eredeti cikk szerkesztőit annak laptörténete sorolja fel. Ez a jelzés csupán a megfogalmazás eredetét és a szerzői jogokat jelzi, nem szolgál a cikkben szereplő információk forrásmegjelöléseként.